# Steuerberg
Steuerberg är en ort och kommun i Österrike. Den ligger i distriktet Feldkirchen i förbundslandet Kärnten, 230 km sydväst om huvudstaden Wien. 
Kommunen består av 31 orter (Ortschaften) (inom parentes invånarantal 1 januari 2024):

- Dölnitz (21)
- Eden (3)
- Edern (22)
- Edling (35)
- Felfern (42)
- Fuchsgruben (58)
- Glabegg (14)
- Goggau (13)
- Graben (36)
- Hart (152)
- Hinterwachsenberg (4)
- Jeinitz (25)
- Kerschdorf (124)
- Kraßnitz (26)
- Köttern (81)
- Niederwinklern (23)
- Prapra (7)
- Pölling (22)
- Regenfeld (44)
- Rennweg (176)
- Rotapfel (49)
- Sallas (0)
- St. Martin (4)
- Sassl (5)
- Severgraben (3)
- Steuerberg (149)
- Thörl (6)
- Unterhof (60)
- Wabl (27)
- Wachsenberg (349)
- Wiggis (0)